# El Pozo (Santa Fe)

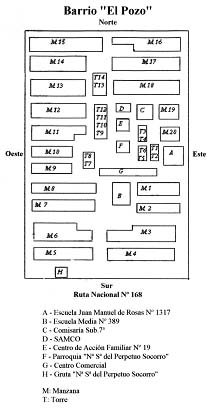
Plano del barrio.

El Pozo es un barrio de Santa Fe, Provincia de Santa Fe, Argentina, ubicado en el distrito La Costa. Fue inaugurado en octubre de 1988. El barrio mide 600 metros de largo, por 400 metros de ancho.

## Historia
Comenzó a construirse conjuntamente al barrio San Gerónimo, por la década de los ’70. Estos eran construidos según los planes del Fonavi.
Antes de que se empezara la construcción, el terreno fue rellenado y nivelado, ya que podía inundarse fácilmente por las aguas de la Laguna Setúbal. La obra tardó diez años en concluirse, ya que fue demorada, entre otras cosas, por la inundación de 1982-1983.
El 6 de octubre de 1988, fueron inauguradas las primeras dos torres y ocho manzanas, luego cinco torres y cinco manzanas más en enero de 1989, y se finalizó la entrega en junio de ese año, con siete torres y siete manzanas.

## Viviendas
En total son 14 torres y 20 manzanas las que alojan a los habitantes de El Pozo.
Las torres son de diez pisos, y la mayoría tiene cuatro departamentos por piso, en tanto las manzanas incluyen cincuenta viviendas con casas de cuatro, dos y un dormitorio, según el tipo de familia.

## Población
Según los últimos datos, 17.000 personas habitan en El Pozo. La población fue variando hasta casi normalizarse actualmente en 1998 debido a los recambios que se produjeron por muchos motivos.
En un primer momento, tenían cierta prioridad sobre la obtención de espacios los jubilados y pensionados del PAMI y de la Ley 5.110, discapacitados y excombatientes de Malvinas.

## Servicios
El barrio cuenta con colectivos de la Línea 2, Línea 9 y línea C.
Desde el principio tuvieron agua corriente y cloacas, y desde 1995 tienen teléfonos en los domicilios, mientras en los primeros meses de 1999 se colocó gas natural pero actualmente la mayoría de esas instalaciones se encuentran obsoletas.
El barrio posee un centro comercial de la empresa Walmart, un SAMCO, la sub-comisaría 25°, un complejo educativo compuesto por la Escuela Provincial Juan Manuel de Rosas, el Taller de Educación Manual N° 189, el Jardín de Infantes N° 150 y la Escuela de Enseñanza Media Julio Migno N° 389, donde también funciona una escuela para adultos y una escuela primaria nocturna.

## Parroquias de la Iglesia católica en El Pozo
| Arquidiócesis | Santa Fe de la Vera Cruz            |
| ------------- | ----------------------------------- |
| Parroquia     | Nuestra Señora del Perpetuo Socorro |